# Andranik Hakobian
Andranik Hakobian –en armenio, Անդրանիկ Հակոբյան– (Echmiadzin, URSS, 6 de octubre de 1981) es un deportista armenio que compitió en boxeo. Ganó una medalla de plata en el Campeonato Mundial de Boxeo Aficionado de 2009, en el peso medio.

## Palmarés internacional
| Campeonato Mundial | Campeonato Mundial | Campeonato Mundial | Campeonato Mundial |
| Año                | Lugar              | Medalla            | Categoría          |
| ------------------ | ------------------ | ------------------ | ------------------ |
| 2009               | Milán (Italia)     | Medalla de plata   | 75 kg              |